# Dog Fashion Disco
Dog Fashion Disco est un groupe de metal américain originaire de Rockville, au Maryland. Celui-ci a été actif de 1995 à 2007 avant de se séparer puis s'est officiellement reformé le 10 octobre 2013. Dog Fashion Disco est principalement considéré comme un groupe de metal avant-gardiste et de metal alternatif, combinant différents styles musicaux comme le heavy metal, la musique de cirque, le jazz et la musique psychédélique des années 1960 entre autres. Les paroles de leurs chansons sont souvent ésotériques et remplies d'humour noir à travers de nombreuses références aux sciences occultes, à l'utilisation de drogue ou encore à la torture. Leurs sonorités ont souvent été comparées à celles du groupe californien Mr. Bungle. Ce dernier a été cité par les membres du groupe comme une de leurs influences, aux côtés de Faith No More, Tool, Clutch, System of a Down et Frank Zappa
.

## Biographie

### Débuts (1995-2000)
Dog Fashion Disco, aussi abrégé en DFD par beaucoup de fans, a été formé en 1995 par Todd Smith, Greg Combs et John Ensminger, qui sont tous allés au même lycée. Le nom du groupe est d'abord Hug The Retard (littéralement traduit par "Fais un câlin au gogol") mais a ensuite été changé en Dog Fashion Disco avant de sortir le moindre titre puisqu'ils considéraient que le nom Hug The Retard serait trop offensant et leur ferait perdre des fans. Les deux premiers albums du groupe étaient des projets à petit budget et sont sortis sans label. Le premier, Erotic Massage, a été financé grâce à un prêt contracté par le batteur John Ensminger et que son père a dû co-signer. Le groupe a dû effectuer plus d'un an de concerts locaux pour rembourser la partie du prêt qui a été utilisée pour louer un studio, pour la production et pour le pressage. L'album est sorti de manière indépendante en 1997. Le second album Experiments In Alchemy est sorti de la même manière en 1998. Celui-ci incluait des titres plus proches du heavy metal contrairement à l'atmosphère de ballade qui se retrouvait dans beaucoup des chansons de Erotic Massage. La même année, Dog Fashion Disco a signé avec le label Outerloop Records et a sorti The Embryo's in Bloom. La qualité du son sur cet album est remarquablement meilleure que sur ses prédécesseurs et le groupe a été très satisfait de celle-ci. La gestion du groupe commence alors à être assurée par Derek J. Brewer, et ce jusqu'à ce que le groupe se dissolve en 2007. Fin 1998, Jeff Siegel remplace Sennen Quigley comme claviériste du groupe. La formation du groupe de cette époque est celle qui a duré le plus longtemps, restant intacte pendant plus de 4 ans.

### Popularité grandissante et changement de membres
En 2000, Dog Fashion Disco joue lors de l'émission Farm Club, diffusée par USA Network. La publicité que le groupe a reçue grâce à cette apparition leur a permis de signer avec le label Spitfire Records.
Avec la sortie de leur premier album sous ce label, Anarchists of Good Taste, en 2001, DFD a vu sa popularité rapidement grandir et sa musique s'est vue être distribuée plus largement. Cela a même amené le groupe à enregistrer une chanson avec le chanteur de System of a Down, Serj Tankian, qui assure le chant pour "Mushroom Cult" sur cet album. Cette piste est souvent faussement attribuée à System of a Down bien que Tankian soit le seul membre de ce groupe à avoir participé à la chanson. Dog Fashion Disco a tourné son premier clip vidéo pour la chanson "Leper Friend" et a fait sa première tournée au Royaume-Uni pour appuyer les ventes de son album. En 2002, DFD a aussi fait des tournées avec des groupes comme Mindless Self Indulgence et Tub Ring.
En 2003, DFD sort l'album Commited to a Bright Future avec le label Spitfire Records et a fait une tournée avec Lacuna Coil lors de la première tournée aux États-Unis de ce dernier,. Les membres de DFD ayant participé à Commited to a Bright Future sont les mêmes que ceux de Anarchists of Good Taste mais le guitariste Greg Combs ainsi que le batteur John Ensminger ont tous deux quitté le groupe avant sa sortie, ce dernier étant remplacé par Mike "Ollie" Oliver (qui apparaît dans le livret de l'album comme membre officiel). Ensminger et Combs ont été crédités comme ayant participé à l'album mais pas comme membres officiels. La position de guitariste solo a été assurée par Jason Stevens lors de la tournée pour Commited durant laquelle le bassiste Stephen Mears a quitté le groupe pour rejoindre la Navy. Mears a été remplacé par Brian White et Stevens a cédé sa place de guitariste solo à Jasan Stepp, ancien membre du groupe Margret Heater, après la tournée. Cette formation du groupe a enregistré Day of the Dead EP et l'album live The City Is Alive Tonight, sortis en 2004 et 2005 respectivement, et est aussi la formation dans leur DVD DFDVD.

### Rotten Records,Adulteryet pause
Après une courte période de répit lors de la première moitié de 2005 (durant laquelle est sorti le seul album de The Alter Boys, un groupe contenant certains membres de DFD ainsi que des membres d'autres groupes), Oliver quitte le groupe. Peu de temps après, le contrat de DFD avec le label indépendant Artemis Records prend fin et le groupe est signé chez Rotten Records. Le 4 avril 2006, Dog Fashion Disco sort son 6e album, Adultery, sur lequel on peut noter le retour du batteur original John Ensminger. Ils fêtent la sortie de cet album au Peaybody's Concert Club à Cleveland le 6 avril en compagnie de Tub Ring. Le groupe a alors amorcé une tournée avec Tub Ring pour promouvoir Adultery lors de l'été 2006. Le claviériste Tim Swanson remplace alors temporairement Jeff Siegels. Beaucoup de leurs concerts étaient organisés dans des salles plus petites et devant un public plus restreint que lorsqu'ils étaient signés chez Artemis et Spitfire Records, amenant selon Jasan Stepp une baisse de morale pour le groupe.
Le 5 décembre 2006, Todd Smith déclare sur le MySpace officiel de Dog Fashion Disco que le groupe a décidé de se séparer. Ils donnent leur concert d'adieu au Sonar Lounge à Baltimore devant une salle bondée, des fans venant même du Royaume-Uni pour y assister. Ils ont joué plus de 25 chansons lors de ce concert et l'ont terminé sur une des chansons les plus adorées par les fans, "Albino Rhino" de l'album Experiments in Alchemy (qui était souvent utilisée pour clore leurs concerts). Ils ont cependant après joué "Sweet Insanity" de l'album Adultery comme rappel. Certains anciens membres du groupe comme Sennan Quigley et Mike "Ollie" Oliver ont assisté au concert pour montrer leur soutien à leur ancien groupe. L'ouverture était assurée par le groupe Oddzar. L'évènement a été filmé et Rotten Records l'a sorti en DVD sous le nom DVDFD II le 28 octobre 2008.

## Groupes post-séparation

### Polkadot Cadaver
Le 17 avril 2007, un communiqué posté sur la page MySpace de Dog Fashion Disco annonce un nouveau projet, Polkadot Cadaver. Celui-ci est stylistiquement similaire à Dog Fashion Disco et compte parmi ses membres Todd Smith, Jasan Stepp et John Ensminger. La page MySpace de ce nouveau groupe fait la promotion de leur nouvel album Purgatory Dance Party, sorti la semaine du 17 novembre 2007 en pré-vente et disponible en magasins le 27 novembre 2007.
Leur second album, Sex Offender, est sorti le 10 mai 2011. Leur troisième album (ainsi que le premier sous leur propre label, Razor to Wrists Records), intitulé Last Call in Jonestown, est sorti le 14 mai 2013. Leur quatrième album, Get Possessed, est également sorti sous ce label, le 17 novembre 2017.

### Knives Out!
Fin 2008, Todd Smith et Jasan Stepp se sont associés à des membres de Nothingface ainsi que de Hellyeah afin de former Knives Out! Ils ont sorti leur premier album, Black Mass Hysteria, le 14 février 2012. Leur second album, Left in the Lurch, est sorti le 19 août 2016.

### El-Creepo!
En 2010, Todd Smith sort son premier album solo sous le nom El-Creepo!. et utilise aussi ce nom comme titre de l'album. Il sort son deuxième album Aloha le 13 novembre 2012 et le troisième Bellisimo! le 1er janvier 2016.

### Celebrity Sex Scandal
En 2012, le nouveau groupe de Greg Comb, ancien guitariste de DFD, sortent leur premier single, "Ode to Katy Perry". Leur premier album, qui contient ce single, sort en février 2013 et est intitulé Derivative. Leur second album, Integral, sort le 21 avril 2015.

### Autres projets
Todd Smith, Matt Rippetoe et Jeff Siegel sont membres de The Alter Boys depuis 2005 mais Todd Smith a déclaré que le groupe ne sortirait pas de nouveau contenu
.
Tim Swansen a depuis formé le groupe Ideamen. Le groupe a sorti un EP intitulé Progress en 2007. Leur premier album, May You Live In Interesting Times, est sorti sous le label Rotten Records en 2009 et leur second, Schemata, en 2014.
Matt Rippetoe a sorti un single en solo intitulé BOINK en 2007 et a formé un projet appelé Willamette qui sort un album éponyme en 2012.

## Reformation (2013-aujourd'hui)
Le groupe s'est réuni à quatre reprises après s'être séparé avant de se reformer définitivement en 2013.

### 2008
Dog Fashion Disco s'est d'abord réuni le 12 septembre 2008 pour la sortie de DFDVD II et leur compilation Beating a Dead Horse to Death... Again. Leur performance a vu Stephen Mears à la basse pour la première fois depuis cinq ans.

### 2010
Leur seconde réunion s'est effectuée le 17 avril 2010 au club The Ottobar, à Baltimore. Le concert s'est ouvert par des chansons des projets parallèles de Todd Smith et Jasan Stepp, Polkadot Cadaver et Knives Out!.

### 2011: Concerts anniversaires d'Anarchist of Good Taste et Adultery
Le groupe s'est aussi réuni le 24 et le 25 juin 2011 pour le dixième et le cinquième anniversaire d'Anarchists of Good Taste et d'Adultery respectivement,. Lors du deuxième concert, DFD annonce qu'il sortirait un album acoustique. Les personnes ayant assisté à ces concerts avec des passes VIP ont reçu un code leur permettant de télécharger la version acoustique de "Sweet Insanity". Le groupe a aussi annoncé que des DVD de ces concerts seraient réalisés mais ceux-ci ainsi que l'album acoustique ont été reportés et leur sort est aujourd'hui inconnu.

### 2013: ConcertsCommited to a Bright Futureet reformation
La réunion la plus récente s'est tenue le 31 mai et le 1er juin 2013 avec deux concerts au Baltimore Sound Stage. Le groupe est alors composé de la formation présente pour l'album Adultery, comme pour les deux réunions précédentes. Ces concerts ont été précédés par un concert "d'échauffement" par El-Creepo! à l'Ottobar le 30 mai. Le premier soir de la réunion comptait parmi les musiciens Greg Combs, le guitariste original du groupe qui n'avait pas joué sur scène avec celui-ci depuis dix ans. Lors du second concert, Smith a annoncé que le groupe avait prévu de faire un nouvel album dont le titre serait Sweet Nothings. Le 10 octobre 2013, un message sur la page Facebook de Polkadot Cadaver annonce officiellement que Dog Fashion Disco se reforme. La formation du groupe est la même que pour les trois dernières réunions mis à part Jeff Siegel qui est à nouveau remplacé par Tim Swanson au clavier. Il a ensuite été annoncé que Mike Oliver serait le batteur pour la tournée d'été de 2014.

### 2014
Le premier album de Dog Fashion Disco depuis huit ans, Sweet Nothings, est sorti le 22 juillet 2014 après avoir été financé grâce à Indiegogo. Cette campagne de financement a été si massive que le groupe a annoncé qu'un autre album suivrait ce dernier en 2015 et serait intitulé Ad Nauseam. Ils ont aussi annoncé qu'ils donneraient trois concerts à Londres en Angleterre en septembre 2014. Le succès de ces dates en Angleterre les a amené à faire une tournée britannique avec Psychostick en 2015. Ad Nauseam est quant à lui sorti le 2 octobre 2015.
Le groupe a également sorti un remake de leur premier album Erotic Massage le 19 mai 2017.

### Réception française
Dog Fashion Disco possède assez peu de fans en France. Le groupe n'a jamais fait de concerts en France et peu de Français ont participé à la campagne de fonds Indiegogo du groupe en 2014.

### Autres médias
Dog Fashion Disco a écrit et composé la chanson "Satan's March" pour la bande-originale du film Dominion: Prequel to the Exorcist

## Membres

### Formation actuelle
- Todd Smith — chant (1995–2007, 2013–aujourd'hui); Réunions 2008, 2010, 2011 et 2013
- Jasan Stepp — guitare (2003–2007, 2013–aujourd'hui); Réunions 2008, 2010, 2011 et 2013
- Brian "Wendy" White — basse (2003–2007, 2013–aujourd'hui); Réunions 2010, 2011 et 2013
- Tim Swanson — clavier (2006; 2013–aujourd'hui)
- John Ensminger — batterie (1995–2003; 2006–2007, 2013–aujourd'hui); Réunions 2008, 2010, 2011 et 2013
- Matt Rippetoe — saxophone et bois (2013–aujourd'hui musicien live 2001-2006); Réunions 2011 et 2013

### Anciens membres
- Greg Combs — guitare (1995–2003); Réunion 2013
- Stephen Mears aka "Grand Master Super Eagle Sultan" — basse (1996–1998; 1998–2003); Réunion 2008
- Jeff Siegel — clavier (1998–2006; 2006–2007); Réunions 2008, 2010, 2011, and 2013
- Mike "Ollie" Oliver — batterie (2003–2005), (2014-2015) (Live)
- Sennen Quigley — guitare, clavier (1997–1998)
- Mark Ammen — basse (1998)
- Rob Queen — batterie (2015 (Live))
- Jason Stevens — guitare (2003)
- Geoff Stewart — saxophone alto/tenor/baryton (1997–1998)
- Kristen Ensminger — trompette (1997–1998)
- Josh Gifford — trompette (1996–1997)
- Dave Sislen — saxophone (1996–1997)
- Ken Willard — basse (1995)

## Discographie

### Albums studio
| Titre                        | Détails de l'album                                                                              |
| ---------------------------- | ----------------------------------------------------------------------------------------------- |
| Erotic Massage               | - Sortie: 1997 - Label: Sortie indépendante - Formats: CD, vinyle                               |
| Experiments in Alchemy       | - Sortie: 1998 - Label: Sortie indépendante, Rotten Records (2006 deuxième sortie) - Format: CD |
| The Embryo's in Bloom        | - Sortie: 1998 - Label: OuterLoop, Rotten Records (2006 deuxième sortie) - Format: CD           |
| Anarchists of Good Taste     | - Sortie: 6 mars 2001 - Label: Spitfire Records - Format: CD                                    |
| Committed to a Bright Future | - Sortie: 6 mai 2003 - Label: Spitfire Records - Format: CD                                     |
| Adultery                     | - Sortie: 4 avril 2006 - Label: Rotten Records - Format: CD, Vinyl                              |
| Sweet Nothings               | - Sortie: 22 juillet 2014 - Label: Rotten Records - Format: CD, LP                              |
| Ad Nauseam                   | - Sortie: 2 octobre 2015 - Label: Rotten Records - Format: CD                                   |
| Erotic Massage Redux         | - Sortie: 19 mai 2017 - Label: Razor To Wrist Records - Format: CD                              |

### Albums compilations
| Titre                                  | Détails de l'album |
| -------------------------------------- | --- |
| Beating a Dead Horse to Death... Again | - Sortie: 28 octobre 2008 - Label: Rotten Records - Format: CD |
| Experiments in Embryos                 | - Sortie: 6 juillet 2018 - Label: Razor to Wrist Records - Format: CD - Compilation de pistes ré-enregistrées de Experiments in Alchemy and The Embryo's in Bloom |

### Albums live
| Titre                                         | Détails de l'album                                              |
| --------------------------------------------- | --------------------------------------------------------------- |
| The City is Alive Tonight...Live in Baltimore | - Sortie: 25 janvier 2005 - Label: Artemis Records - Format: CD |

### EP
| Titre                 | Détails de l'EP                                                   |
| --------------------- | ----------------------------------------------------------------- |
| Mutilated Genitals EP | - Sortie: 3 septembre 2001 - Label: Spitfire Records - Format: CD |
| Day of the Dead EP    | - Sortie: juin 2004 - Label: Sortie indépendante - Format: CD     |

### Clips musicaux
| Titre           | Détails                                                                          |
| --------------- | -------------------------------------------------------------------------------- |
| Tastes So Sweet | - Sortie: 14 août 2014 - Label: Rotten Records - Écrit et réalisé par Ric Peters |

### DVDs
| Titre    | Détails du DVD |
| -------- | --- |
| DFDVD    | - Sortie: 15 juin 2004 - Label: OuterLoop - Format: DVD                                                                                      |
| DFD-Day  | - Sortie: 25 janvier 2005 - Label: Artemis Records - Format: DVD - Note: DVD bonus offert avec The City Is Alive Tonight...Live in Baltimore |
| DFDVD II | - Sortie: 12 septembre 2008 - Label: Rotten Records - Format: DVD                                                                            |